# Plíseň hlavičková
Plíseň hlavičková (Mucor mucedo) je jedna z nejběžnějších plísní. Je tvořena jemnými vláknitými chomáčky, ze kterých vyrůstají tmavošedé, kulovité výtrusnice. Náleží do rodu Mucor a třídy Zygomycetes. Roste na koňském trusu a na hnoji.

## Výskyt

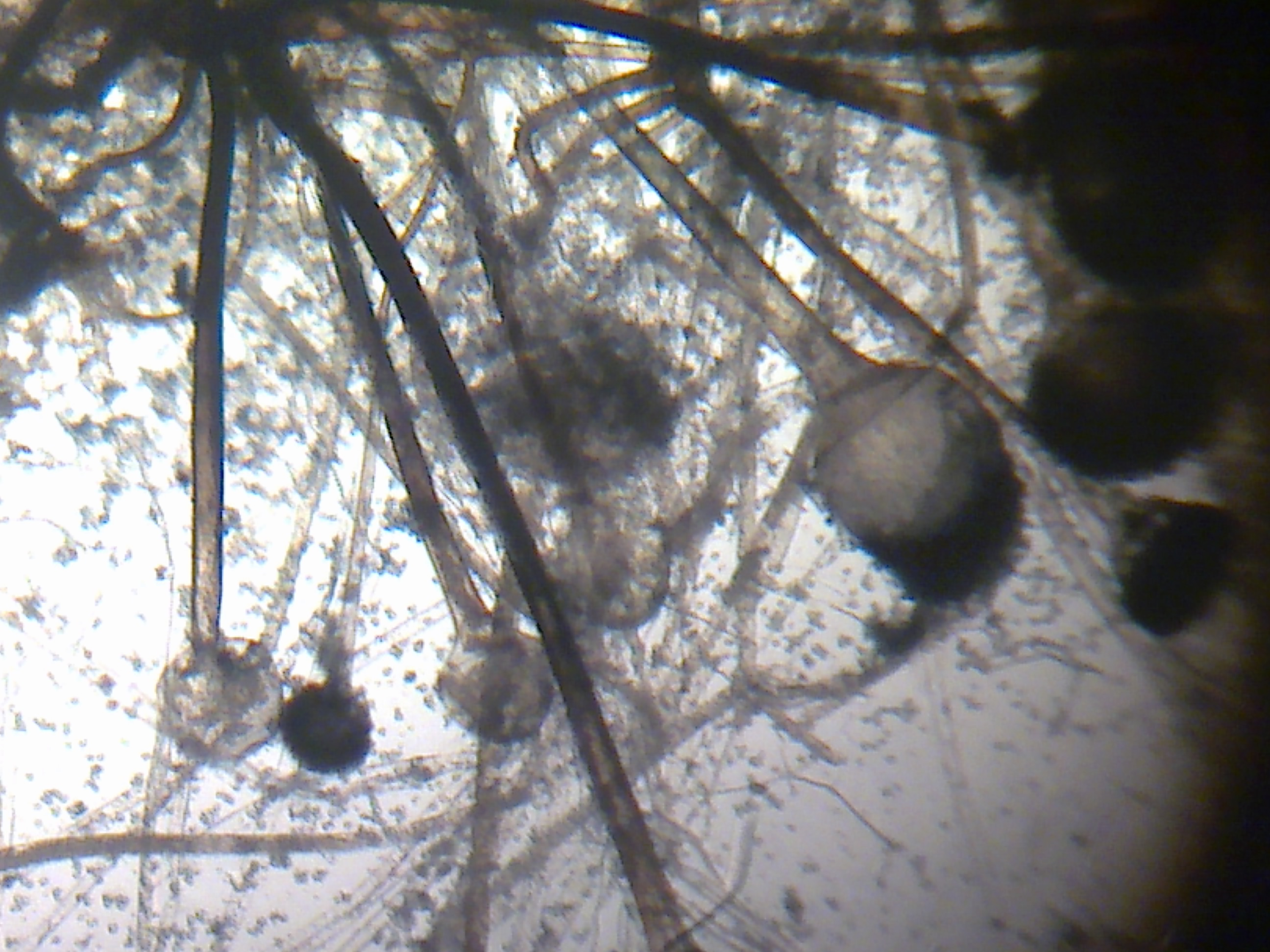
Plíseň hlavičková pod mikroskopem

Hojná ve vlhku na různých organických látkách. Podobný druh Rhizopus nigricans tvoří černohnědé povlaky a vyskytuje se zejména na zralém ovoci.
Běžná na hnijících potravinách.

## Rozmnožování
Plíseň hlavičková se šíří vzduchem.